# 黄石号导弹护卫舰
黄石号导弹护卫舰是中国人民解放军海军的一艘导弹护卫舰，舷号655(原舷号502)。是056A型护卫舰的三号舰，也是053H2型导弹护卫舰黄石号之后第二艘同名的中国军舰。